# Budacu de Jos
Budacu de Jos, in passato Budacu Săsesc, (in ungherese Szászbudak, in tedesco Deutsch-Budak) è un comune della Romania di 3135 abitanti, ubicato nel distretto di Bistrița-Năsăud, nella regione storica della Transilvania.
Il comune è formato dall'unione di 5 villaggi: Budacu de Jos, Buduș, Jelna, Monariu, Simionești.